# Cristóbal de la Cerda y Sotomayor
Cristóbal de la Cerda y Sotomayor (Città del Messico, ante 1584 – Lima, 6 novembre 1658) è stato un avvocato e funzionario spagnolo.

## Biografia

### Primi anni
Nato a Città del Messico da Cristóbal de la Cerda y Miranda, scrivano e relatore dell'Audiencia Reale del Messico, e da Ana de Sotomayor, cominciò i suoi studi in Messico, recandosi poi in Spagna per studiare all'Università di Salamanca, dove ottenne il bachillerato nel 1604; successivamente entrò nel collegio maggiore di Santa Maria del Gesù di Siviglia, ottenendo nel 1606 dapprima una laurea e poi il titolo di dottore. Iniziò quindi a insegnare all'Università di Siviglia, venendo eletto rettore dell'ateneo. A Siviglia fu anche alcalde de sacas.

### Incarichi nel nuovo mondo
Nel 1614 fu nominato con real provisión oidor dell'Audiencia Reale di Santo Domingo; nel 1616 fu traslato all'Audiencia Reale di Santiago del Cile, partendo per tale destinazione nel 1617. Durante il viaggio in mare fu catturato da pirati inglesi, che presero i suoi averi ma gli lasciarono salva la vita, grazie anche alle suppliche della moglie incinta, e lo lasciarono dopo quattordici giorni di prigionia a Portobelo. In tale città visse di carità pubblica e arrivò infine a Lima, dove fu sostenuto dall'arcivescovo locale; rimase però in tale città per un anno, a causa di una malattia che portò alla perdita del naso.
Riuscì quindi a prendere possesso della sua carica in Cile il 27 marzo 1619. Il 24 novembre 1620 assunse anche l'incarico di governatore ad interim e capitano generale del Cile fino alla morte del governatore Lope de Ulloa y Lemos, avvenuta il 13 dicembre 1920 e a seguito della quale de la Cerda diventò governatore reale del Cile fino al 5 novembre dell'anno successivo. Durante tale periodo di governo iniziò una campagna militare contro gli indigeni dell'Araucania, fortificò la città di San Bartolomé de Chillán, costruì un ponte sul Río Andalién, ricostruì le difese di Yumbel e fondò la fortezza di San Cristóbal de La Paz. Portò avanti dei lavori edilizi anche a Santiago, lavorando alla costruzione dei palazzi del Cabildo e dell'Audiencia Reale e del carcere cittadino; diede inoltre inizio a lavori idraulici per il contenimento del Mapocho. Con una real provisión del 1635 fu promosso ad alcalde del crimen (giudice criminale) nella Corte Reale della città di Lima, dove si recò l'anno successivo e che mantenne fino al pensionamento, avvenuto nel 1638. Morì nella stessa città nel 1658.

### Vita privata
Sposatosi con Sebastiana de Avendaño y Villela, fu, tra gli altri, padre del giudice Juan de la Cerda e del vescovo cattolico Ignacio de la Cerda.